# メジャーリーグ (映画)
『メジャーリーグ』（Major League）は、1989年のアメリカのデヴィッド・S・ウォードが脚本・監督したスポーツ映画。
メジャーリーグベースボール（MLB）に実在する球団、クリーブランド・インディアンス(現：クリーブランド・ガーディアンズ)を舞台にした架空のレギュラーシーズンを描くコメディーである。
続編に『メジャーリーグ2』、『メジャーリーグ3』がある。

## ストーリー
MLBに属するクリーブランド・インディアンスは34年間も優勝から遠ざかっている弱小球団。亡き夫の跡を継いだ新オーナーのレイチェルは1年の観客動員数が80万人を下回れば本拠地の移転が認められることを利用してマイアミ移転を目論む。
そのために集められた選手は、かつてはオールスターに選ばれたほどの名選手だったが膝を壊してメキシカンリーグに都落ちしていた捕手・ジェイク。球速は滅法速いがコントロールが恐ろしく悪い刑務所上がりのチンピラ投手・リッキー。野球よりもサイドビジネスに精を出すベテラン三塁手・ドーン。足の速さはチーム一だが打撃はさっぱりのお調子者の外野手・ウィリー。ストレートは難なくホームランにするが変化球では空振りばかりのブードゥー教信者・セラノなどメジャーとは名ばかりの奇妙な選手たちばかりだった。
その1人、ベテランキャッチャーのジェイクは、シーズン直前、恋人だったリンに偶然出会う。彼女は既に別の男性と婚約していたが、ジェイクは彼女をなかなか諦めきれないでいた。
一方チームはシーズンが始まっても低迷を続けていた。が、ある日、近視を克服したリッキーの活躍で快勝し、チームに勢いがつき始める。60勝61敗となった日、チームはレイチェルの企みを知る。これに発奮した彼らは怒濤の快進撃を見せ、ついに同率で強豪ニューヨーク・ヤンキースとのワンゲーム・プレーオフに臨む。

## スタッフ
- 監督 - デヴィッド・S・ウォード
- 脚本 - デヴィッド・S・ウォード
- 製作 - クリス・チェイサー（英語版）、アービー・スミス
- 製作総指揮 - マーク・ローゼンバーグ、シドニー・ポラック
- 撮影 - レイナルド・ヴィラロボス（英語版）
- 編集 - デニス・M・ヒル
- 音楽 - ジェームズ・ニュートン・ハワード
- 美術 - ジェフリー・ハワード

## 登場人物

### インディアンスの選手、コーチ、監督
ジェイク・テイラー
演 - トム・ベレンジャー
メキシカンリーグからインディアンスに入団したベテラン選手。右投右打でポジションは捕手。背番号は7。以前はオールスターに選出されたりMVPに輝いたこともあったが、ひざの故障でここ数年は成績が低迷していた。また送球に難があったが、シーズンを消化するにつれて克服していく。また相手打者に対してトラッシュ・トークも見せるなど、キャッチャーとしてのクレバーさもうかがえる。ルーキーや若手の面倒見も良い、キャプテンシーを備えた扇の要。かつての恋人リンへの想いを忘れられずにいる。
リッキー・ボーン
演 - チャーリー・シーン
恐喝や車の窃盗を犯して刑務所に服役していた元マイナーリーガー。春季キャンプに招待され、出所したのちインディアンスに入団。右投でポジションは投手。タトゥーに後頭部をシェブロンのように刈り上げた髪型でキャンプに登場する。速球は速いがコントロールが恐ろしく悪く、一試合の最多暴投を記録するなど苦しんでいた。しかし、ふとしたきっかけで実は近眼であることが判明。眼鏡をかけたことを機に見違えるピッチングを披露し、一躍リーグを代表するピッチャーになる。当初はユニフォームを勝手に改造したり、負けん気が強く、ドーンと殴り合いの大喧嘩を起こす等素行も悪かったが、経験を積むにつれて監督からの指示にも「チームのためなら」と素直に従う等人間としても大きな成長を見せる。登板時のテーマソングはパンクバンドXの「Wild Thing」で、そのままリッキーの愛称でもある。背番号は剛速球を意味する99（99 mph (159 km/h)）。演者のチャーリー・シーンは高校時代野球をやっており、メジャーリーグからのスカウトも来るほどの実力だった。
ロジャー・ドーン
演 - コービン・バーンセン
ゴルフバッグを持ってキャンプに参加するなど、野球を金持ちの道楽のように考えているベテラン内野手。右投右打でポジションは三塁手。背番号は24。若い頃はジェイクも認めるほどの強打攻守の名サードで、現在も打撃は健在だが、守備ではかつて重傷を負ったこともあって簡単なゴロも正面で捕ろうとしないほど怠慢な態度が目立ち、ドノヴァンに「穴」とまで言われるほど頼りない。ジェイク曰く「ルーキーいじめが趣味」で、特にリッキーに対しては事あるごとにいびるなどバカにした言動が目立つ。既にFA権を取得して株式投資等の副業に精を出しており、将来設計を理由に危険なプレーを避けていたが、ジェイクからの指摘、発破とレイチェルの陰謀発覚をきっかけに奮起し、ノックを熱心に受けるなど真剣にプレーに打ち込むようになる。レギュラーシーズンの成績は打率.271、86打点。
ウィリー・メイズ・ヘイズ
演 - ウェズリー・スナイプス
キャンプ初日にいきなり現れたお調子者。ウィリー・メイズのようにプレーし、ボブ・ヘイズのように足が速いと豪語するが、レイチェルの提示したリストに名前はなくインディアンスのキャンプに勝手に潜り込んだことが発覚。キャンプ初日の夜に宿舎からベッドごと運び出されてしまい、気がついたときは次の日の朝で練習が始まっていた。しかし、ダッシュの練習中にパジャマ姿のまま乱入、俊足を見せつけ入団が決定する。正式に選手として練習に参加するも、今度は打撃がさっぱりだったが、ルーからのアドバイスで持ち前の俊足を活かしたバッティングを身に着け、チームに欠かせない切り込み隊長に成長していく。また随所でお調子者ぶりを発揮し、ルーやジェイクから諌められることもしばしば。右投右打でポジションは中堅手。背番号は00。フォルクス・ワーゲンの前半分をロールス・ロイスに改造した自家用車を持つ（サードパーティから改造キットが市販されていた）。レギュラーシーズンの打率は.291。盗塁を決めるたびに手袋を替え、使っていた手袋を自室の壁に釘で打ち付けて盗塁数を数えていた。
ペドロ・セラノ
演 - デニス・ヘイスバート
信仰の自由を求めてキューバから亡命した巨体の主砲。典型的な“香車”の“扇風機”で直球なら場外ホームランを連発するが、変化球はからっきし打てず、それ故にどこのチームも獲得してくれなかった過去がある。右投右打でポジションは右翼手。背番号は13。熱心なブードゥー教信者で、ジョブーという名の偶像に祈りをささげ、ロッカーは供え物の葉巻やらラム酒やらでごったがえしている。敬虔なキリスト教徒のハリスとは当初仲が悪かったが、後に和解。彼曰く、「イエス・キリストは好きだが、カーブが打てない」らしい。苦手な変化球への対応は神頼みで、普段は筋トレをしたり、バットやスキンヘッドの手入れをしている。
エディー・ハリス
演 - チェルシー・ロス
右投でポジションは投手。背番号は10。経験豊富なベテランだが球威のなさを自覚しており、身体の至る所に食用油脂やローションなどを塗っている。それを見て驚いたリッキーに「どれも指先に塗るだけでカーブの落ちが7センチ違う」（不正投球であるが、作品内で実際に行われたかは不明）と豪語するも、「お前にはいらないさ、歳食えばわかるよ」などと本音も漏らしていた。熱心なキリスト教徒のため、よくセラノと対立している。また、セラノのお供えのラム酒を勝手に飲み「祟り無し」と言ったがグラウンドに出た直後に打撃練習中の選手がスイングしてすっぽ抜けたバットが飛んできて痛い目を見てしまった。後に、セラノとは和解し、ブルペンにジョブーの偶像を飾って練習した。
ルー・ブラウン
演 - ジェームズ・ギャモン
インディアンスの監督。タイヤ工場を経営する傍らマイナーリーグのチーム監督を長年務めていたが、ドノヴァンによってインディアンスの監督として招聘された。背番号は34。
デューク・テンプル
演 - スティーブ・イェーガー
インディアンスのコーチ。打撃コーチがメインながら選手にノックを打ち、三塁ベースコーチも務めるなど、ルーの右腕として総合コーチのような役割を務める。背番号は8。演じたイェーガーはワールドシリーズMVPにも輝いた経験を持つ元メジャーリーガー。

### インディアンスのフロント
レイチェル・フェルプス
演 - マーガレット・ホイットン
インディアンスの前オーナー婦人。球団のオーナーであった夫の死後、新たにオーナーに就任した。元ショーガールで野球の事は何一つわかっていなかったが、球団を自分の好きなマイアミに移転しようと企む。そのため選手達に対しあの手この手の嫌がらせを行ってチームを負けさせようとする（遠征の飛行機をプロペラ機やバスに変えたり、ロッカーのシャワーの修理をしないなど）。
チャーリー・ドノヴァン
演 - チャールズ・サイファース
インディアンスのゼネラルマネージャーで前監督。レイチェルによって監督からフロントに異動され、球団移転計画の補佐役にされるが、実はチームの勝利を何よりも願っている。彼女のチームへの仕打ちに耐えきれず、計画をルーに密告したことがチームの起爆剤となった。最後はレイチェルの発言を無視してチームの応援に徹した。

### その他
リン・ウェルズ
演 - レネ・ルッソ
ジェイクの元恋人。200m個人メドレーでオリンピック候補にまでなった水泳選手でもあった。現在は図書館で働いていて、既に婚約相手もいる。なお、ジェイクが彼女に電話をかけたとき、なぜか「リン・ウェストランドさんいますか？」と問いかけている。
ハリー・ドイル
演 - ボブ・ユッカー
インディアンスの試合の実況アナウンサー。愛ある毒舌家。演じたユッカーはアトランタ・ブレーブス等で活躍した元キャッチャーで、本業はミルウォーキー・ブルワーズ専属アナウンサーである。
モンティ
演 - スキップ・グリッパース
ハリーのアシスタント。共に実況をしている。一応アナウンサー学校卒だが、実況はイマイチ。
クルー・ヘイウッド
演 - ピート・ブコビッチ
ニューヨーク・ヤンキースの一塁手で4番打者。右投右打で背番号は6。前年のアメリカン・リーグ本塁打王。劇中での打撃成績は打率.341、48本塁打、121打点で、最終戦の時点で三冠王が確定している。ハリーからは「名うてのインディアン・キラー」と言われ、リッキーからも2本塁打を放っておりインディアンスをカモにしている。演じたブコビッチは、映画公開の3年前までメジャーリーグで投手として活躍していた。

## 日本語吹替
| 役名                     | 俳優                     | 日本語吹替 | 日本語吹替 |
| 役名                     | 俳優                     | ソフト版 | 日本テレビ版 |
| ------------------------ | ------------------------ | --- | --- |
| ジェイク                 | トム・ベレンジャー       | 津嘉山正種 | 小川真司 |
| リッキー                 | チャーリー・シーン       | 池田秀一 | 矢尾一樹 |
| ロジャー                 | コービン・バーンセン     | 納谷六朗 | 羽佐間道夫 |
| レイチェル               | マーガレット・ホイットン | 沢田敏子 | 弥永和子 |
| リン                     | レネ・ルッソ             | 高島雅羅 | 小山茉美 |
| ウィリー                 | ウェズリー・スナイプス   | 富山敬 | 山寺宏一 |
| チャーリー               | チャールズ・サイファース | 水鳥鉄夫 | 水鳥鉄夫 |
| ルー                     | ジェームズ・ギャモン     | 大宮悌二 | 大宮悌二 |
| ペドロ                   | デニス・ヘイスバート     | 大友龍三郎 | 菅生隆之 |
| ハリス                   | チェルシー・ロス         | 嶋俊介 | 仁内建之 |
| バウデン                 | トニー・モックス・jr     | 江原正士 | 田中正彦 |
| ヘイウッド               | ピート・ブコビッチ       | 福田信昭 | 中畑清 |
| ハリー                   | ボブ・ユッカー           | 浦野光 | 徳光和夫 |
| ヤンキースの監督         |                          | 江夏豊 | |
| ヤンキースのキャッチャー |                          | 掛布雅之 | |
| インディアンスのコーチ   |                          | 堀内恒夫 | |
| その他の出演             |                          | 千田光男 滝沢久美子 玄田哲章 秋元千賀子 大滝進矢 広瀬正志 高宮俊介 古田信幸 大塚明夫 小野健一 松本保典 吉田はるみ | 千田光男 佐藤正治 秋元千賀子 大滝進矢 塩屋浩三 山口健 柴本広之 島香裕 辻つとむ 鈴木勝美 松本保典 一城みゆ希 桜井敏治 |
|                          |                          | | |
| 演出                     |                          | 清水勝則 | 清水勝則 |
| 翻訳                     |                          | たかしまちせこ | たかしまちせこ |
| 調整                     |                          | | 遠西勝三 |
| プロデューサー           |                          | | 垂水保貴 奥田誠治 |
| 制作                     |                          | ザック・プロモーション                                                                                            | ザック・プロモーション （杉山安男）                                                                                  |
| 初回放送                 |                          | 1992年3月14日 『ゴールデン洋画劇場』                                                                              | 1991年4月5日 『金曜ロードショー』                                                                                    |

※ソフト版と日本テレビ版の日本語吹替では端役の吹替に当時のプロ野球選手を起用している。

## 未公開シーン
この映画にはカットされた未公開シーンが存在する。
優勝を決定する最後の試合前に、オーナーであるレイチェルの元にルーが訪れる。「クビになる前に辞任しに来た」と話すルーにレイチェルは「実は今までしてきた嫌がらせは全てチームを奮い立たせる為の計算で、死別した夫の残したチームを誰よりも愛していた」と話す。訝しがるルーに「本当に負けてほしいなら、全員マイナー送りにすることも出来た。あのメンバーをスカウトしたのは全部私よ。ヘイズは例外だけど」と説明する。拍子抜けするルーに「もし、このことをメンバーに話したらクビよ。今夜頑張って」と励ますという内容。
試合中にレイチェルがインディアンズを応援するシーンまで撮影されたが、試写でのウケが乏しく「彼女には最後まで悪役に徹してもらった方が映画が盛り上がる」として最終的にカットされた。

## テレビゲーム
- メジャーリーグ（1989年・アイレム・ファミリーコンピュータ）
  - 映画をモチーフにして制作しているが、選手／チーム／球場名などは、すべて架空の名称。日本のセントラルリーグをモデルにしたプロ野球チーム（1989年当時）6球団と、MLB所属球団をモデルにした4つのチームがリーグ戦を行う内容。Iチーム（インディアンスがモデル）には、映画の登場人物である選手と、実在のインディアンス（1988年レギュラーシーズン終了当時）の選手をモデルにした選手が混在している。なお、正式に映画の著作権のライセンス許可を得ているゲームにもかかわらず、何故か映画の登場人物は実名ではない（ボーンが「ほおん」、テイラーが「てへらあ」という名前になっている、など）。

## 現実のインディアンス
現実のクリーブランド・インディアンスも1994年頃から好調となり、1995年にはアメリカンリーグ優勝を果たしている。

## エピソード
日本公開に先立つ1989年6月12日には東京ドームで試写会が開かれ、3万人を動員した。

## 映画の影響
現在、プロ野球ではホームチームの選手には入場曲があるが、米国のパンクバンド「X」によるテーマソング「Wild Thing」は、ホームチームのクローザーの入場テーマとして、大きく流行った。また、『報道ステーション』のメジャーリーグのコーナーや『すぽると!』のハイライト・ダイジェスト映像でも使用されている。